# Roberto d'Altemps, I duca di Gallese
Roberto d'Altemps, I duca di Gallese (Roma, 20 aprile 1566 – Roma, 3 novembre 1586), è stato un nobile italiano.

## Biografia
Roberto era figlio illegittimo di Marco Sittico Altemps e della donna da lui amata, la genovese Camilla Bonfigli (secondo altri, sua madre sarebbe invece stata Olivia Giganti). Il padre, che si stava avviando alla carriera ecclesiastica, riconobbe e legittimò successivamente suo figlio, ma decise comunque di proseguire nella carriera ecclesiastica, che lo portò sino al rango di cardinale, patrocinato in questo anche dal cugino Carlo Borromeo.
Roberto crebbe sotto la protezione del padre e soprattutto di Gregorio XIII, con cui la famiglia Altemps ebbe ottimi rapporti, ed ebbe come altri giovani nobili della sua epoca un carattere deciso e volitivo, ma nel contempo il padre cercò di radicare la sua famiglia nella nobiltà romana attraverso un matrimonio prestigioso e per questo il 18 ottobre 1576 Roberto venne fidanzato a Cornelia Orsini (?-30 dicembre 1643), figlia di Virginio, I duca di San Gemini (le nozze furono poi celebrate il 19 novembre 1580). Nello stesso anno, Roberto fu creato da papa Gregorio XIII duca di Gallese. Nel 1579, Roberto venne inoltre nominato prefetto delle armate papali ad Avignone ed il padre gli aveva provvisto dai Madruzzo i feudi di Soriano, Rocchette, Tassignano e Mesuraca.
Fu legittimato con breve papale del 25 ottobre 1581.
Nel 1585, con la morte di Gregorio XIII, salì al soglio di Pietro un nuovo pontefice, Sisto V, il quale cercò subito di porre un freno al potere delle famiglie nobili romane sulla curia pontificia e di moralizzare i costumi. Il nuovo pontefice sapeva bene della situazione delicata che riguardava il padre di Roberto, nonché il carattere del giovane, di cui certamente non apprezzava i modi sbrigativi. Inoltre, l'Altemps era stato uno dei suoi oppositori nel corso dell'ultimo conclave che l'aveva portato all'ascesa a pontefice e si era opposto a lui con una schiera di tradizionalisti che desideravano mantenere lo status quo della curia.
Con un processo montato ad hoc, Roberto appena ventenne venne accusato di adulterio dopo aver rapito una giovane donna e condannato a morte per decapitazione per volere di Sisto V nel 1586. A nulla servirono le suppliche del padre cardinale a cui il pontefice rispose sprezzante: "non vi può essere alcuna clemenza per chi infrange le leggi, anche se giovani, nobili o prelati". Al pontefice, prima dell'esecuzione di Roberto, scrisse anche Cornelia, la moglie del giovane, che portava in grembo il figlio della coppia, ma sempre senza successo.
Marco non si riprese mai dalla morte del figlio e, pur non sapendo di non poter essere accusato personalmente di delitti, decise temporaneamente di lasciare i propri incarichi, mentre Sisto V ancora infieriva su di lui e sulla sua famiglia pubblicando la costituzione apostolica Postquam verus del 1586, con la quale aveva stabilito che chi avesse avuto della prole non potesse divenire cardinale, il che avrebbe portato Marco all'esclusione dal collegio cardinalizio.
Si ritirò a Palazzo Altemps a Roma dove si dedicò a far rimodernare il palazzo, facendo affrescare la grande loggia della struttura e gli interni con una serie di metafore, allegorie e simboli tipici dell'esoterismo, a richiamare l'iniquo processo subito dal figlio. Papa Clemente VIII, che ancora da cardinale aveva appoggiato discretamente l'Altemps e che, in privato, aveva sempre criticato la morte del figlio dell'amico cardinale, decise di "ripagare" l'offesa subita dalla sua famiglia donando nel 1602 al figlio di Roberto, Giovanni Angelo, il corpo di Sant'Aniceto papa, martirizzato per decapitazione.

## Discendenza
Roberto e Cornelia ebbero un figlio, Giovanni Angelo (1587-1620), II duca di Gallese.

## Albero genealogico
|                                      |   |                          | Genitori                     |  |  | Nonni |  |  | Bisnonni                           |  |  | Trisnonni                   |  |
|                                      |   |                          |                              |  |  |       |  |  | Merk Sittich I von Ems zu Hohenems |  |  | Merk IV von Ems zu Hohenems |  |
|                                      |   |                          |                              |  |  |       |  |  | Merk Sittich I von Ems zu Hohenems |  |  | Merk IV von Ems zu Hohenems |  |
|                                      |   | Anna von Hohenlandenberg |                              |  |  |       |  |  | Merk Sittich I von Ems zu Hohenems |  |  |                             |  |
| Wolf Dietrich von Ems zu Hohenems    |   |                          |                              |  |  |       |  |  | Merk Sittich I von Ems zu Hohenems |  |  |                             |  |
|                                      |   | Helena von Freyberg      | Michael von Freyberg         |  |  |       |  |  |                                    |  |  |                             |  |
|                                      |   | Helena von Freyberg      | Michael von Freyberg         |  |  |       |  |  |                                    |  |  |                             |  |
|                                      |   | Helena von Freyberg      | Johanna von Helmstatt        |  |  |       |  |  |                                    |  |  |                             |  |
| Marco Sittico Altemps                |   | Helena von Freyberg      |                              |  |  |       |  |  |                                    |  |  |                             |  |
|                                      |   | Bernardino Medici        | Gian Giacomo Medici          |  |  |       |  |  |                                    |  |  |                             |  |
|                                      |   | Bernardino Medici        | Gian Giacomo Medici          |  |  |       |  |  |                                    |  |  |                             |  |
|                                      |   | Bernardino Medici        | Clara Rajnoldi               |  |  |       |  |  |                                    |  |  |                             |  |
| Clara Medici di Marignano            |   | Bernardino Medici        |                              |  |  |       |  |  |                                    |  |  |                             |  |
|                                      |   | Cecilia Serbelloni       | Giovanni Gabriele Serbelloni |  |  |       |  |  |                                    |  |  |                             |  |
|                                      |   | Cecilia Serbelloni       | Giovanni Gabriele Serbelloni |  |  |       |  |  |                                    |  |  |                             |  |
|                                      |   | Cecilia Serbelloni       | Caterina Bellingeri          |  |  |       |  |  |                                    |  |  |                             |  |
| Roberto d'Altemps, I duca di Gallese |   | Cecilia Serbelloni       |                              |  |  |       |  |  |                                    |  |  |                             |  |
|                                      | … | …                        |                              |  |  |       |  |  |                                    |  |  |                             |  |
|                                      | … | …                        |                              |  |  |       |  |  |                                    |  |  |                             |  |
|                                      | … | …                        |                              |  |  |       |  |  |                                    |  |  |                             |  |
| …                                    | … |                          |                              |  |  |       |  |  |                                    |  |  |                             |  |
|                                      |   | …                        | …                            |  |  |       |  |  |                                    |  |  |                             |  |
|                                      |   | …                        | …                            |  |  |       |  |  |                                    |  |  |                             |  |
|                                      |   | …                        | …                            |  |  |       |  |  |                                    |  |  |                             |  |
| Camilla Bonfigli                     |   | …                        |                              |  |  |       |  |  |                                    |  |  |                             |  |
|                                      |   | …                        | …                            |  |  |       |  |  |                                    |  |  |                             |  |
|                                      |   | …                        | …                            |  |  |       |  |  |                                    |  |  |                             |  |
|                                      |   | …                        | …                            |  |  |       |  |  |                                    |  |  |                             |  |
| …                                    |   | …                        |                              |  |  |       |  |  |                                    |  |  |                             |  |
|                                      |   | …                        | …                            |  |  |       |  |  |                                    |  |  |                             |  |
|                                      |   | …                        | …                            |  |  |       |  |  |                                    |  |  |                             |  |
|                                      |   | …                        | …                            |  |  |       |  |  |                                    |  |  |                             |  |
|                                      |   | …                        |                              |  |  |       |  |  |                                    |  |  |                             |  |